# Tři muži na silnici (slečnu nepočítaje)
Reklamní film Tři muži na silnici (slečnu nepočítaje) je český krátký film z roku 1935. Jedná se o reklamu na pneumatiky a boty značky Baťa, v němž hlavní roli vytvořil Vlasta Burian, společně s Čeňkem Šléglem, Hanou Vítovou a Josefem Malečkem.

## Děj
Reklamní krátký film zlínského studia FAB z roku 1935. V tomto snímku Vlasta Burian (hraje zde sám sebe) doporučuje pneumatiky firmy Baťa. I ostatní herci doporučují pneumatiky Bati. V dalších úlohách si zahráli: Čeněk Šlégl (strážník na motorce), Hana Vítová (slečna s kolem) a Josef Maleček. Burian říká tato slova: „Svůj vercajk odhazuji v dáli, zde pneumatiky Baťa jsou. Na nich je každý svého stroje pán, ať slečna, strážník, Maleček, i Vlasta Burian. Jakostí dobrou, lácí svou, bezpečně vždycky vpředu jdou – toť pneumatiky Baťa jsou!!!“

## Poznámka
Toto je Burianova první a poslední reklama a zároveň dvacátý třetí film, i když trvá jen 4 minuty.

## Osoby a obsazení
- Vlasta Burian - sám sebe
- Čeněk Šlégl - dopravní policista na motocyklu
- Hana Vítová - slečna s kolem
- Josef Maleček - sám sebe

## Autorský tým
- Námět, scénář a režie: F. Šestka a Elmar Klos
- Kamera: Alexander Hackenschmied
- Hudba: Julius Kalaš
- Výroba: zlínské studio FAB (Baťa) a AB

## Technické údaje
- Rok výroby: 1935
- Premiéra: 1935
- Zvuk: zvukový
- Barva: černobílý
- Délka: 4 minuty
- Druh filmu: krátkometrážní, krátký, reklama
- Země původu: Československo
- Jazyk: čeština
- Natočeno:v Praze